# Lynda Barry
Lynda Barry és una artista estatunidenca nascuda el 1956: professora associada de la Universitat de Wisconsin-Madison, Barry és l'autora de la tira còmica Ernie Pook's Comeek i nombroses obres, pels quals ha rebut set Premis Eisner, entre molts altres guardons.
Nascuda Linda Jean Barry en l'autovia 14 de Wisconsin, filla d'un carnisser noruegoirlandés i d'una netejadora d'hospital filipinoirlandesa, als dotze anys els seus pares es divorciaren i ella es canvià la i del seu prenom i tastà LSD per primera volta; als setze deixà de drogar-se i es ficà a treballar de cel·ladora a un hospital de Seattle, on vivia:
entre 1974 i 1978 estudià en l'Evergreen State College d'Olympia (Washington) i amb l'artista Marilyn Frasca, un període «experimental» durant el qual tractà de respondre la pregunta «Què és la imatge?»
Barry començà a dibuixar en 1977 quan l'editor de la publicació escolar, Matt Groening, anuncià que publicaria qualsevol cosa que li enviaren, i ella li feia aplegar dibuixos extrems amb el pseudònim d'Ernie Pook amb la intenció de posar-lo a prova, però Groening li ho publicà tot: d'ençà, els dos autors establiren una llargaamistat, encara que ambdós han seguit trajectòries diferents:
| «             | Cada u de nosaltres dos odia la vida de l'altre i això fa que siga una amistat molt divertida. | » |
| — Barry, 2016 |                                                                                                |   |

El 2008 publicà What It Is («el que és això»), un llibre d'artista a tot color ple de dibuixos, retalls, collages i preguntes manuscrites com la que hi ha en la portada: Do you wish you could write? («voldríeu aprendre a escriure?»).